# Buffalo Billdam
De Buffalo Billdam is een betonnen zwaartekracht-boogdam in de Shoshone River in de Amerikaanse staat Wyoming. De dam bevindt zich in het noordwesten van de staat, ten oosten van Yellowstone National Park en ten westen van het stadje Cody. De dam is te bereiken via de Buffalo Bill Cody Scenic Byway.
De stuwdam is vernoemd naar William "Buffalo Bill" Cody, de stichter van Cody en een groot voorstander van irrigatieprojecten in de streek. De bouw van Shoshone Dam, zoals ze tot 1946 heette, werd in 1910 voltooid. Op dat moment was het de hoogste dam ter wereld. De dam had echter van in het begin te kampen met lekken en capaciteitsverlies. Van 1985 tot 1993 werd de Buffalo Billdam met 7,6 meter verhoogd. Sinds 1971 staat de Buffalo Billdam op het National Register of Historic Places. In 1973 werd het een National Civil Engineering Landmark genoemd.
Rond de stuwdam bevinden zich vier waterkrachtcentrales: de Shoshone Power Plant uit 1922, de Heart Mountain Power Plant uit 1947, de Buffalo Bill Power Plant uit 1992 en de Spirit Mountain Power Plant uit 1994.
Achter de dam heeft er zich een stuwmeer gevormd, het Buffalo Bill-reservoir. De oevers van dat meer horen tot het recreatiedomein Buffalo Bill State Park.